# Quasi-Park Narodowy Yaba-Hita-Hikosan
Quasi-Park Narodowy Yaba-Hita-Hikosan (jap. 耶馬日田英彦山国定公園 Yaba-Hita-Hikosan Kokutei Kōen) – quasi-park narodowy na Kiusiu, w Japonii.
Park obejmuje tereny usytuowane w prefekturach Fukuoka, Kumamoto, Ōita, o łącznym obszarze 850,24 km².. Na terenie parku znajdują się m.in.: wulkan Aso (1 592 m n.p.m., największy czynny w Japonii), rzeki Kusu i Mikuma, przełom Yaba (Yaba-kei) w górnym i środkowym biegu rzeki Yamakuni. Przełom ten jest zaliczany do słynnych miejsc widokowych.
Park jest klasyfikowany jako chroniący krajobraz (kategoria V) według IUCN.
Obszar ten został wyznaczony jako quasi-park narodowy 29 lipca 1950. Podobnie jak wszystkie quasi-parki narodowe w Japonii, jest zarządzany przez samorząd lokalny prefektury.